# Plainfield (Connecticut)
Plainfield è un comune di 15.443 abitanti degli Stati Uniti d'America, situato nella Contea di Windham nello Stato del Connecticut.